# Садам Хусеин
Садам Хусеин Абд ел Маџид ел Тикрити или Садам Хусеин Абдул Маџид ел Тикрити (арап. صدام حسين عبد المجيد التكريتي, Ṣaddām Ḥusayn ʿAbd al-Maǧīd al-Tikrītī, Тикрит, 28. април 1937 — Багдад, 30. децембар 2006) био је председник Ирака од 1979. године до његовог збацивања с власти и хапшења након инвазије Ирака 2003. Дана 5. новембра 2006. године осуђен је на смрт вешањем. Вешање Садама Хусеина извршено је 30. децембра 2006. године у 6 часова ујутро (по ирачком времену).

## Биографија

### Детињство и младост
Садам Хусеин рођен је 28. априла 1937. године у малом селу Ел Ауја у близини града Тикрита. Своје рано детињство провео је у блатњавој колиби у већином сунитском делу Ирака. Хусеинов отац — Хусеин ел Маџид, умро је или напустио породицу (зависно од извора) убрзо после његовог рођења. Док се није удала за, Ибрахима Хасана, мајка Субха сама је одгајала Садама. Ибрахим Хасан био је насилан према својој породици, што можда и није чудно за особу која је у своме крају била позната као лопов. Наиме, бивши Садамов лични секретар тврди да је Садамов поочим злостављао Садама и да га је присиљавао на крађу кокошака и оваца, које би касније продавао. То је потрајало све до Садамове десете године, када му је било допуштено да се пресели код мајчиног брата Кауралах Тулфаха у Багдад.

### Младост
У Багдаду Хусеин је потпао под утицај мајчиног брата. Кауралах је политички симпатисао снаге унутар ирачке армије које су окарактеризоване као пронацистичке, а чији је покушај државног удара подржавао. Уједно, снаге које је Кауралах подржавао биле су огорчене Британцима и британским империјализмом. Та огорченост ускоро се пренела и на Садама. Подстакнут политичком индоктринацијом свог ујака, покушао је да се упише на престижну Багдадску војну академију како би преко војне каријере остварио своје политичке замисли. Али, није успео у тој намери јер су га у томе спречиле његове лоше оцене па се зато још дубље уплео у политичке воде. Тако је 1956. године учествовао у неуспешном покушају државног удара против краља Фејсала II. Годину дана касније (1957) придружио се Бат партији, радикалном националистичком покрету. Ипак, групи војних официра 1958. године успева свргавање краља Фејсала II са власти. Ту групу предводио је пролевичарски оријентисан генерал Абдул Касим. Већ годину дана касније Садам и група припадника Бат партије покушава атентат на генерала Касима. Упркос неуспеху, атентат је помогао Садаму Хусеину да уђе у сам врх Бат партије. У самом атентату Садам је лакше рањен, па бежи у Сирију. Из Сирије одлази у Египат, тачније у Каиро, где ће провести наредне четири године.
У Египту је наставио школовање и са 24 године наставио своје политичко образовање. Али, ни у Египту није имао мира. Наиме, био је хапшен у два наврата. Први пут је вербално претио колеги, а други је претио озбиљније — ножем. У оба случаја радило се о политичким неистомишљеницима. Године 1961. уписао је у Каиру Правни факултет, али га није завршио. Две године касније (1963) група војних официра, припадника Бат партије, мучила је и убила генерала Касима и то пред камерама ирачке националне телевизије. Такође су унаказили многе Касимове присталице, и њихова осакаћена и унакажена тела приказивали више пута у вечерњим вестима ирачке националне телевизије. Када је Садам чуо новости брзо се спаковао и кренуо за Ирак како би учествовао у револуцији.

### Улазак у структуре власти
Након успостављање нове власти, Садам се брзо пробијао унутар страначке структуре, првенствено захваљујући својим надасве успешним методама мучења. Године 1963. долази до раскола у странци Бат, а Садам се приклања победничкој струји. У новој страначкој прерасподели именован је за члана Батистичке регионалне команде. Али, већ годину касније (1964) Хусеина притварају војни официри који су се противили томе да Бат партија преузме власт. Међутим Хусеину помаже његов братић, генерал Ахмад Хасан ал-Бакр, захваљујући којем постаје заменик главног секретара Бат странке 1966. године. Године 1966. Хусеин бежи из затвора и оснива интерну батистичку безбедносну организацију звану Џихаз Ханин. Нешто касније, 1968. године нови политички потрес Хусеину даје највећу прилику за даље напредовање, његов ментор генерал Бакр и батисти преузимају власт. Хусеин је одмах именован за заменика председника Револуционарног већа, задуженог за унутрашњу безбедност.
Са 31 годином већ је имао чврсте ослонце власти које ће у наредних десет година све више учвршћивати. Своју власт базираће на две кључне тачке - бројним члановима породице који ће заузети све битне положаје у ирачкој власти и влади. Друга тачка ће бити огромни безбедносни апарат који ће чинити шпијуни и доушници у целом Ираку. Али, њега није интересовала само моћ већ и богатство које је почео да прикупља у својим рукама. Првенствено је ту реч о богатству које ствара нафтна индустрија. Наиме, Ирак држи 11% светских залиха нафте. Међутим ни друге привредне гране нису измакле Садамовој жељи за богатством, а све захваљујући мрежи шпијуна и неколицини личних убица. Године 1978. Ирак је почео окупљати арапске нације с циљем да изолује Египат због његове дипломатске иницијативе решавања израелско-арапског питања. Његов савезник, сиријски председник Хафез ал-Асад, скоро је постао препрека даљем Хусеиновом успону ка врху власти. Да је сиријско-ирачка федерација, као противтежа Египту, оформљена, Асад, а не Хусеин, заузео би место на којем би имао велики утицај. Наиме, председник Бакр требало је да буде челник федерације, а Асаду би припало место његовог заменика. Хусеин није могао дозволити да се тако нешто догоди и почео је предузимати кораке ка што бржем силажењу актуелног ирачког председника с власти. Ускоро је, поново уз помоћ породичних веза и безбедносног апарата, Хусеин успео да дође до циља.

### Председник
Дана 16. јула 1979. године председник Бакр поднео је оставку. Званично због здравствених проблема, али незванично он је био жртва Хусеинове борбе за власт. Након Бакра, на место председника дошао је Садам Хусеин који брзо почиње са учвршћивањем своје власти. Тако је сазвао главешине Бат партије 22. јула исте године на састанак. На том састанку окупили су се чланови различитих породица и тада је Садам Хусеин изнео свој став како странка мора бити очишћена. Хусеин је тада прочитао списак имена лица која су замољена да одступе са својих положаја. Цео догађај снимале су ТВ камере, а након што су прозвани одмах су одвођени у притвор, а потом су сви убијени. Али Садам Хусеин није се зауставио само на томе да поубија потпуно невине људе. Високо позиционирани члан Револуционарног већа и шеф радничких синдиката и водећи шиитски члан већа заједно са двадесет других високих државних функционера систематски су поубијани, лично од стране Садама Хусеина и његових високих страначких функционера. У следећих неколико дана убијени су многи војни официри, заменици министара и странци неверна лица. Таква немилосрдна чистка омогућила је Садаму учвршћивање сопствене моћи у Ираку. Садам није чистио само унутар своје странке већ је уклањао и комунисте, који су дотад од свих арапских земаља једино у Ираку имали знатнији утицај. Тај потез у тренутку када Совјетски Савез рачуна на Сирију и Ирак осигурао му је немале симпатије у Вашингтону, посебно међу параноично антикомунистичким републиканцима. Садам је у очима Вашингтона тада био разборити муслиман, неопседнут религијом, уједно свестан тога шта нафта значи америчким моторима и ирачкој благајни.

### Ирачко-ирански рат
Садам је у септембру 1980. године кренуо у поход на Хузестан, југозападни део Ирана богат нафтом. Рачунао је на победу за неколико дана. Понајвише захваљујући ћутљивој, али конкретној подршци Сједињених Држава, која му је тада за његове петродоларе осигуравала куповину софистицираног оружја и приступ још софистициранијим технологијама масовног уништавања, због којих ће га прозвати много касније, прећуткујући сопствену улогу у креирању монструма. Рачун је био без крчмара, јер су Иранци успели да створе пат позицију и исцрпљују Ирак у статичком фронтовском рату још пуних осам година. Иако је у том рату победу изборио Иран, Садаму Хусеину није сметало да свој пораз прогласи победом и по Ираку гради споменике тој победи. У том рату први пут је употребио ирачко хемијско оружје.

### Заливски рат
Његова жеђ за ратом није се зауставила на Ирану већ је због процене како би Курди могли бити претња његовој диктатури, наредио нападе хемијским оружјем на курдски, северни део Ирака. Упркос поновној употреби забрањеног хемијског оружја (овог пута и на цивилима - женама и децом) свет није ништа предузео против ирачког диктатора. Године 1990. покренуо је нови рат инвазијом на Кувајт који је Садам називао одметнутом покрајином. На тај чин међународне агресије Уједињене нације одговориле су војном интервенцијом. Након војног одговора Садам је доживео тежак војни пораз и изгубио је надзор над ваздушним простором северног и јужног Ирака. Упркос томе, наставио је да влада Ираком.
Током деведесетих година нижу се кризе око наводног програма Ирака за развој оружја за масовно уништење које достижу врхунац 1998. године тродневним америчким ракетирањем Ирака под називом Операција Пустињска лисица. Криза се наставља и након напада, те доласком Џорџа В. Буша на положај америчког председника и након напада 11. септембра 2001. криза се пооштрава.

### Инвазија Ирака 2003.
У марту 2003. године Сједињене Државе и Уједињено Краљевство покренуле су једнострану војну акцију (без дозволе Уједињених нација) против Ирака. Главни циљ војне акције — свргавање Садама Хусеина с власти, постигнут је након три недеље ратовања.
Дана 13. децембра 2003. године америчке снаге ухапсиле су Садама Хусеина близу града Тикрита. У јулу 2004. године почиње прво судско саслушање, а у октобру 2005. године и суђење за злочине које је Садам Хусеин извршио над Курдима и Шиитима током осамдесетих и деведесетих година двадесетог века.

### Хапшење и смрт
Дана 5. новембра 2006. године на суђењу је донета пресуда по којој је Садам Хусеин крив за злочин против човечности када је наредио убиство 148 шиита у граду Дујаилу 1982. године и осуђен на смртну казну вешањем. Када је судија прочитао пресуду, Садам је узвикнуо: "Алах је највећи!" и "Живео Ирак. Живео ирачки народ!".. Највиши ирачки апелациони суд је, 26. децембра 2006. године, потврдио пресуду и казну Садаму. Суд је изјавио да пресуда мора бити извршена у року од 30 дана. Ирачани су 28. децембра затражили трансфер Садама из надлежности америчке војске ради погубљења у року од 48 сата. Погубљење Садама Хусеина је обављено 30. децембра 2006. године у 6:10 по локалном времену.